# Gauliga Württemberg 1941/42
De Gauliga Württemberg 1941/42 was het negende voetbalkampioenschap van de Gauliga Württemberg. Stuttgarter Kickers werd kampioen en plaatste zich voor de eindronde om de Duitse landstitel, waar de club in de meteen uitgeschakeld werd door SG SS Straßburg.

## Eindstand
| Plaats | Club                   | Wed. | W  | G | V  | Saldo | Ptn.  |
| ------ | ---------------------- | ---- | -- | - | -- | ----- | ----- |
| 1.     | Stuttgarter Kickers    | 18   | 17 | 0 | 1  | 99:15 | 34:20 |
| 2.     | VfB Stuttgart          | 18   | 14 | 1 | 3  | 58:24 | 29:70 |
| 3.     | Sportfreunde Stuttgart | 18   | 11 | 1 | 6  | 51:40 | 23:13 |
| 4.     | TSG Ulm 1846           | 18   | 7  | 3 | 8  | 41:51 | 19:17 |
| 5.     | VfR Heilbronn          | 17   | 7  | 3 | 8  | 41:46 | 15:19 |
| 6.     | SpVgg 1898 Feuerbach   | 18   | 7  | 2 | 9  | 26:46 | 15:21 |
| 7.     | VfR Aalen              | 17   | 6  | 3 | 9  | 27:30 | 14:20 |
| 8.     | VfB Friedrichshafen    | 18   | 5  | 3 | 10 | 26:44 | 13:23 |
| 9.     | SSV Ulm                | 18   | 4  | 4 | 10 | 25:48 | 12:24 |
| 10.    | Stuttgarter SC         | 18   | 1  | 2 | 15 | 38:88 | 04:32 |

|  | Kampioen, geplaatst voor nationale eindronde |
|  | Degradatie naar Bezirksliga                  |

## Promotie-eindronde

### Groep I
| Plaats | Club                | Wed. | Saldo | Ptn. |
| ------ | ------------------- | ---- | ----- | ---- |
| 1.     | FV Union Böckingen  | 4    | 17:6  | 7:1  |
| 2.     | FV Zuffenhausen     | 4    | 14:7  | 5:3  |
| 3.     | SpVgg 08 Schramberg | 4    | 4:22  | 0:8  |

|  | Promotie naar Gauliga Württemberg 1942/43 |

### Groep II
| Plaats | Club              | Wed. | Saldo | Ptn. |
| ------ | ----------------- | ---- | ----- | ---- |
| 1.     | SSV Reutlingen 05 | 4    | 8:3   | 7:1  |
| 2.     | TSV Fischbach     | 3    | 4:6   | 2:4  |
| 3.     | VfB Oberesslingen | 3    | 4:7   | 1:5  |